# Сем Гаррісон (велогонщик)
Сем Гаррісон (англ. Sam Harrison, 24 червня 1992) — британський велогонщик.
Срібний призер Чемпіонату світу з трекових велоперегонів 2013 року в командній гонці переслідування, бронзовий призер 2011 року в командній гонці переслідування.